# Robert Woodrow Wilson
Robert Woodrow Wilson, född 10 januari 1936 i Houston i Texas, är en amerikansk astronom och fysiker vid Bell Labs i Holmdel, New Jersey. Han fick tillsammans med Arno Penzias dela på halva prissumman av Nobelpriset i fysik 1978 "för deras upptäckt av den kosmiska bakgrunden av mikrovågor" (CMB). Den andra halvan tilldelades Pjotr Kapitsa.

## Biografi
Wilson utexaminerades från Lamar High School i River Oaks, i Houston, och gjorde sin grundutbildning vid Rice University, också i Houston, där han blev invald i Phi Beta Kappa Society. Han disputerade sedan i fysik vid California Institute of Technology.
Wilson arbetade på Bell Laboratories fram till 1994, då han utsågs till seniorforskare vid Harvard-Smithsonian Center for Astrophysics i Cambridge, Massachusetts.
Wilson var en av de 20 amerikanska mottagare av Nobelpriset i fysik som i maj 2008 undertecknade ett brev adresserat till president George W. Bush och uppmanade honom att "minska skadorna för grundforskningen under räkenskapsåret 2008 på grund av Omnibus Appropriations Bill" genom att begära ytterligare finansiering för Department of Energy's Office of Science, National Science Foundation och National Institute of Standards and Technology.

## Vetenskapligt arbete
Medan de gjorde tester och experiment med Holmdel Horn Antenna på Bell Labs i Holmdel, New Jersey, upptäckte Wilson och Penzias en källa till brus från atmosfären som de inte kunde förklara. Efter att ha tagit bort alla potentiella bruskällor, inklusive duvspillning på antennen, identifierades bruset slutligen som CMB, vilket var en viktig bekräftelse av big bang-teorin.
År 1970 ledde Wilson ett team som gjorde den första upptäckten av en 2,6 mm spektrallinje från roterande molekyler av kolmonoxid (CO) i ett astronomiskt objekt, Orionnebulosan, och åtta andra källor i Vintergatan. Därefter blev observationer av kolmonoxid en standardmetod för att spåra kall molekylär interstellär gas och upptäckten av kolmonoxid lade grunden till radioastronomi i millimeter- eller submillimeterbanden.

## Utmärkelser och hedersbetygelser
Utöver Nobelpriset tilldelades Wilson
- tillsammans med Penzias, också Henry Draper-medaljen av National Academy of Sciences 1977.[16]
- utmärkelsen Golden Plate av American Academy of Achievement 1987.[17]
- och valdes in i the American Philosophical Society 2009.[18]